# Lista de capítulos de Nanatsu no Taizai
O mangá Nanatsu no Taizai é escrito e ilustrado por Nakaba Suzuki, e é publicado pela editora Kodansha na revista Weekly Shōnen Magazine. O primeiro capítulo de Nanatsu no Taizai foi publicado em outubro de 2012, e a publicação encerrou em março de 2020 no capítulo 346, contando com 41 volumes. Nesta página, os capítulos estão listados por volume, com seus respectivos títulos originais (títulos originais na coluna secundária, os volumes de Nanatsu no Taizai não são titulados).
No Brasil, é licenciado pela editora JBC e foi publicado entre março de 2015 e dezembro de 2020.

## Volumes
| 1. "Os Sete Pecados Capitais" (七つの大罪, Nanatsu no Taizai) 2. "A Espada do Paladino" (聖騎士の剣, Seikishi no Ken) 3. "Algo que Eu Devo Fazer" (自分がやるべきこと, Jibun ga Yarubeki koto) | 1. "O Pecado da Floresta Adormecida" (眠れる森の罪, Nemureru Mori no Tsumi) 2. "Memória na Escuridão" (暗闇の記憶, Kurayami no Kioku) |

| 1. "O Paladino Gilthunder" (聖騎士ギルサンダー, Seikishi Girusandā) 2. "O Prisioneiro da Escuridão" (暗闇の虜囚, Kurayami no Ryoshū) 3. "O Sonho da Garota" (少女の夢, Shōjo no Yume) 4. "Não Pode Ser Tocado" (触れてはならない, Furete wa Naranai) 5. "A Maldade Invisível" (見えざる悪意, Miezaru Akui) | 1. "Mesmo se Você Morrer" (たとえあなたが死んでも, Tatoe Anata ga Shindemo) 2. "Uma Festa de Confusões" (混沌の宴, Konton no Utage) 3. "Determinação Dedicada" (捧げる覚悟, Sasageru Kakugo) 4. "Explosão" (エクスプロージョン, Ekusupurōjon) |

| 1. "O Pequeno Encontro" (再会のとばっちり, Saikai no Tobacchiri) 2. "Balada do Começo" (はじまりの詩, Hajimari no Uta) 3. "Premonição de Tempestade" (嵐の予感, Arashi no Yokan) 4. "Reunião Tocante" (感動の再会, Kandō no Saikai) 5. "Pecado da Ganância" (強欲の罪, Gōyoku no Tsumi) | 1. "Dois Caminhos" (二つの道, Futatsu no Michi) 2. "Cavaleiro Vingador" (リベンジ・ナイト, Ribenji Naito) 3. "Perseguidor Terrível" (恐るべき追跡者, Osorubeki Tsuiseki-sha) Extra. "Nada Pode Ser Desperdiçado" (無駄なものなんて何一つ, Muda na Mono Nante Nani Hitotsu) |

| 1. "Algum Dia, Definitivamente" (いつか必ず, Itsuka Kanarazu) 2. "Lendas Encurraladas" (追いつめられる伝説たち, Oitsumerareru Densetsu-tachi) 3. "Quatro Contra Um, Por Favor" (よろしければ四対一で, Yoroshikereba Yon Tai Ichi de) 4. "Partindo com o Morto" (死者たちとの別れ, Shisha-tachi to no Wakare) | 1. "A Chuva Sem Emoções" (無情の雨, Mujō no Ame) 2. "Homem Perigoso" (キケンなオトコ, Kiken na Otoko) 3. "Pulso Sombrio" (暗黒の脈動, Ankoku no Myakudō) Extra. "O Bandido Ban" (バンデット・バン, Bandetto Ban) |

| 1. "Venham! O Festival dos Canalhas" (集まれ!お祭り野郎共, Atsumare! Omatsuri Yarō-domo) 2. "Festival de Luta de Byzel" (バイゼル喧嘩祭り, Baizeru Kenka Matsuri) 3. "Grupo de Lutadores Poderosos" (強者そろいぶみ, Tsuwamono Soroibumi) 4. "Previsão de Grande Caos" (大荒れ模様, Ōare Moyō) 5. "Meliodaz Contra Baan" (メリオダフ対バーン, Meriodafu Tai Bān) | 1. "Meliodas Roubado" (奪われたメリオダス, Ubawareta Meriodasu) 2. "O Momento de Piscar" (瞬きするその刹那, Mabataki Suru Sono Setsuna) 3. "Se Aproximando da Chance de Encontro" (近づく邂逅, Chikazuku Kaikō) Extra. "A Justiça Dela" (彼女の正義, Kanojo no Seigi) |

| 1. "Necessidade e Acaso" (偶然と必然, Gūzen to Hitsuzen) 2. "Sentimento de Muitos" (積年の思い, Sekinen no Omoi) 3. "As Finais do Festival de Luta de Byzel" (バイゼル喧嘩祭り決勝戦, Baizeru Kenka Matsuri Kesshōsen) 4. "O Choque Assustador" (戦慄のカノン, Senritsu no Kanon) 5. "Reator Demônio" (デーモン・リアクター, Dēmon Riakutā) | 1. "Aposta Perigosa" (危険な賭け, Kiken na Kake) 2. "Contagem Regressiva para o Desespero" (絶望へのカウントダウン, Zetsubō e no Kauntodaun) 3. "Carnaval Violento" (暴虐のカーニバル, Bōgyaku no Kānibaru) 4. "Porque Somos Irmãs" (姉妹だもんね, Shimai da Mon ne) |

| 1. "Discípulo da Destruição" (破壊の使徒, Hakai no Shito) 2. "Feliz Aniquilação" (めでたく全滅, Medetaku Zenmetsu) 3. "Retirada Forçada" (余儀なき敗走, Yoginaki Haisō) 4. "Após o Festival" (祭りのあとの, Matsuri no Ato no) | 1. "Profundamente no Coração" (胸の奥, Mune no Oku) 2. "A Verdade do Rumor" (噂の真相, Uwasa no Shinsō) 3. "O Gigante Armado Contra Dawn Roar" (鎧巨人 対 暁闇の咆哮, Āmā Jaianto Tai Dōn Roā) 4. "O Homem que Não se Move" (動かなかった男, Ugokanakatta Otoko) |

| 1. "Aquele Homem que Não tem Emoções" (その男、無情につき, Sono Otoko, Mujō Ni Tsuki) 2. "O Cavaleiro Profano" (アンホーリィ・ナイト, Anhōryi Naito) 3. "Acontecimentos de Muito Tempo Atrás" (遠き日の風景, Tōki Hi No Fūkei) 4. "Decisão Forçada" (背負う覚悟, Seou Kakugo) 5. "Um Homem Imprevisível Entra em Cena" (読めない男 参入, Yomenai Otoko Sannyū) | 1. "Se Metendo em Confusão" (にじみ出す混沌, Nijimidasu Konton) 2. "Lendas Não Citadas" (駆りたてられる伝説たち, Karitaterareru Densetsu-tachi) 3. "Vilões Imparáveis" (悪党は止まらない, Akutō Wa Tomaranai) Extra."O Lugar Dele" (彼の居場所, Kare no Ibasho) |

| 1. "Arthur Pendragon" (アーサー・ペンドラゴン, Āsā Pendoragon) 2. "A Estratégia de Infiltração do Reino!!" (王国侵入作戦!!, Ōkoku Shin'nyū Sakusen!!) 3. "Um Conflito Inevitável" (回避しえぬ衝突, Kaihi Shienu Shōtotsu) 4. "Primeiro Infortúnio" (最初の犠牲, Saisho no Gisei) 5. "Fenda" (亀裂, Kiretsu) | 1. "Diferença Esmagadora de Poder" (圧倒的戦力差, Attōteki Senryoku-sa) 2. "Todo Mundo Tem uma Primeira Vez" (初体験は誰にでもある, Hatsu Taiken wa Dare ni Demo Aru) 3. "Grande Paladino Atormentado" (業火の聖騎士長, Gōka no Seikishi-chō) 4. "Aquilo que Vive na Escuridão" (闇に在るもの, Yami ni aru Mono) |

| 1. "O Homem que Estava Muito Atrasado" (遅すぎた男, Oso Sugita Otoko) 2. "Mesmo que Eu Tenha que Destruir Minha Vida" (この命にかえても, Kono Inochi ni Kaete mo) Extra. "O Rei Fada que Nunca Veio" (まちぼうけの妖精王, Machibōke no Yōsei-Ō) 1. "A Promessa Cumprida" (果たされる約束, Hatasareru Yakusoku) | 1. "O Que Faz um Rei" (王たる所似, Ō taru Yuen) 2. "As Convicções das Princesas" (王女たちの想い, Ōjo-tachi no Omoi) 3. "Sentimentos por Ela" (あのコへの想い, Ano Ko e no Omoi) 4. "Em Troca da Minha Vida" (命と引きかえに, Inochi To Hikikae Ni) |

| 1. "Mais Uma Vez" (今一度, Ima Ichido) 2. "Virando a Mesa" (怒涛の逆転劇, Dotō no Gyakuten Geki) 3. "Único Ataque do Meliodas" (メリオダスの一撃, Meriodasu no Ichigeki) 4. "Feitiço da Coragem" (勇気のまじない, Yūki no Majinai) 5. "Porco Carmesim" (紅蓮の豚, Guren no Buta) | 1. "Tudo Está Bem Quando Termina Bem" (一件落着, Ikken Rakuchaku) 2. "O Começo da Festa" (宴の始まり, Utage no Hajimari) 3. "Ameaça Iminente" (今そこに迫る脅威, Ima soko ni Semaru Kyōi) Extra. "Um Momento que Parecia Durar para Sempre" (永遠の刹那, Eien no Setsuna) |

| 1. "A Fúria e a Ganância" (‹憤怒›と‹強欲›, ‹Funnu› to ‹Gōyoku›) 2. "Esse Mundo é Como um Inferno" (この世の地獄, Kono Yo no Jigoku) 3. "Desejo Sincero" (切なる願い, Setsunaru Negai) 4. "O Que eu Posso Fazer Por Você" (君のためにできること, Kimi no Tame ni Dekiru koto) 5. "Existência Detestável" (忌むべき存在, Imubeki Sonzai) | 1. "A Luta Final Começa" (最終決戦開始, Saishū Kessen Kaishi) 2. "Vermelho e Cinza" (赤と灰, Aka to Hai) 3. "Caindo em Desespero" (絶望降臨, Zetsubō Kōrin) 4. "Esperança que Desvanece" (潰える希望, Tsuieru Kibō) Extra. "Parceiro" (相棒, Aibō) |

| 1. "Hawk" (ホーク, Hōku) 2. "Elizabeth" (エリザベス, Erizabesu) 3. "Prece" (祈り, Inori) 4. "Conclusão" (決着, Kecchaku) 5. "Os Heróis" (英雄たち, Eiyū-tachi) | 1. "O Poder do Amor" (愛の力, Ai no Chikara) 2. "Premonição de um Adeus" (別れの予感, Wakare no Yokan) 3. "A Nova Jornada" (新たなる旅立ち, Aratanaru Tabidachi) 4. "O Retorno do Rei das Fadas" (妖精王の帰還, Yōsei-Ō no Kikan) Extra. "Mundo do Amor" (一変する世界, Ippen suru Sekai) |

| 1. "Um Ninguém" (何者でもない, Nanimono Demo Nai) 2. "O Olho Demoníaco de Balor" (バロールの魔眼, Barōru no Magan) 3. "À Procura da Verdade" (真実を求めて, Shinjitsu wo Motomete) 4. "Despertar Gentil" (優しい目覚め, Yasashii Mezame) 5. "Terremoto" (激震, Gekishin) | 1. "Confissão" (告白, Kokuhaku) 2. "Como Um Homem Dizia" (男の言い分, Otoko no Iibun) 3. "Existência e Prova" (存在と証明, Sonzai to Shōmei) 4. "Revelação" (啓示, Keiji) |

| 1. "Heróis Hesitantes" (とまどう英雄たち, Tomadō Eiyū-tachi) 2. "De Volta ao Pesadelo" (悪夢ふたたび, Akumu Futatabi) 3. "O Tesouro Sagrado Lostvayne" (神器ロストヴェイン, Jingi Rosutovein) 4. "Os Dois Reis das Fadas" (二人の妖精王, Futari no Yōsei-Ō) 5. "Confronto!! A Floresta do Rei das Fadas" (激突!!妖精王の森, Gekitotsu!! Yōsei-Ō no Mori) | 1. "Os Dez Mandamentos Começam a Agir" (十戒始動, Jikkai Shidō) 2. "Violência Esmagadora" (圧倒的暴力, Attō-teki Bōryoku) 3. "Previsão Impossível" (予測不能, Yosoku Funō) Extra. "Harlequin e Helbram" (ハーレクインとヘルブラム, Hārekuin to Heruburamu) |

| 1. "O Massacre dos Demônios" (魔神族の進攻, Majin-zoku no Shinkō) 2. "A Redenção do Capitão dos Paladinos" (償いの聖騎士長, Tsugunai no Seikishi-chō) 3. "O Que a Amizade nos Trouxe" (友情がもたらしたもの, Yūjō ga Motarashita Mono) 4. "Acabem com os "Dez Mandamentos"!!" (打倒〈十戒〉!!, Datō "Jikkai"!!) | 1. "Para Onde as Memórias Vão" (記憶が目指す場所, Kioku ga Mezasu Basho) Extra. "O Insuportável Sonho que a Garota Viu" (少女は叶わぬ夢を見る, Shōjo wa Kanawanu Yume wo Miru) 1. "Reunião com o Desespero" (絶望との再会, Zetsubō to no Saikai) |

| 1. "Existência Arrogante" (その存在 傍若無人, Sono Sonzai Bōjakubujin) 2. "A Terra Sagrada dos Druidas" (ドルイドの聖地, Doruido no Seichi) 3. "A Dor que Gentilmente Mata" (やさしく貫く その痛み, Yasashiku Tsuranuku sono Itami) 4. "A Promessa Com a Minha Amada" (愛する者との約束, Ai suru Mono to no Yakusoku) | 1. "Aquilo que nos Falta" (僕たちに欠けたもの, Bokutachi ni Kaketa Mono) 2. "Impaciência e Ansiedade" (あせりと不安, Aseri to Fuan) 3. "À Você, Que Não é Mais Meu Capitão" (もう団長ではない君へ, Mō Danchō de wa nai Kimi e) 4. "Meras Boas Vindas" (ほんの挨拶, Honno Aisatsu) |

| 1. "Disseminando o Medo" (散開する恐怖, Sankai suru Kyōfu) 2. "Aqui Entre Eu e Você" (僕と君の間に, Boku to Kimi no Aida ni) 3. "Batalha Contra as Trevas" (闇との戦い, Yami to no Tatakai) 4. "Conte-me Sobre o Seu Passado" (昔の話を聞かせて, Mukashi no Hanashi wo Kikasete) 5. "O Ladrão e o Garoto" (盗賊と少年, Tōzoku to Shōnen) | 1. "Pai e Filho" (父親と息子, Chichioya to Musuko) 2. "Onde o Amor Está" (愛の在り処, Ai no Arika) 3. "O Grito da Donzela Sagrada" (聖女の叫び, Seijo no Sakebi) 4. "Aquele Homem da "Ganância"" (その男〈強欲〉につき, Sono Otoko "Gōyoku" ni Tsuki) |

| 1. "Bela Alma" (美しき魂, Utsukushiki Tamashii) 2. "Adeus, Meu Amado Ladrão" (さらば愛しき盗賊, Saraba Itoshiki Tōzoku) 3. "Perseguição Mortal" (死の猛追, Shi no Mōtsui) 4. "Galan Game" (ガラン・ゲーム, Garan Gēmu) 5. "A Magia de Galan" (ガランの魔力, Garan no Maryoku) | 1. "Mestre do Sol" (太陽の主, Taiyō no Aruji) 2. "O Palco Espera por Nós" (舞台がボクらを待っている, Butai ga Bokura o Matte Iru) 3. "Atraídos pela Luz da Vela" (燭光にさそわれて, Shokkō ni Sasowarete) 4. "A Confissão Aterrorizante" (戦慄の告白, Senritsu no Kokuhaku) |

| 1. "O Diabo Sorri" (悪魔は微笑む, Akuma wa Hohoemu) 2. "Labirinto da Armadilha da Morte" (死の罠の迷宮, Shi no Wana no Meikyū) 3. "Desafio de Exploração do Labirinto" (迷宮探索競技, Meikyū Tansaku Kyōgi) 4. "A Dança Caótica dos Desafiantes" (乱れ舞い踊る挑戦者たち, Midare Maiodoru Chōsenshatachi) 5. "Os Heróis da Folia" (狂宴の勇者たち, Kyōen no Yūsha-tachi) | 1. "Palavras Não São Necessárias" (言葉はいらない, Kotoba wa Iranai) 2. "Vão!! Superem" (ゴー!! ブレイクスルー, Gō!! Bureikusurū) 3. "Aqueles da Lenda" (伝承の者共, Denshō no Monodomo) 4. "Qual Será o Time Predestinado!?" (運命の共闘者は誰だ!?, Unmei no Kyōtō-sha wa Dare da!?) |

| 1. "Qual Será O Time Escolhido?!" (時間は何に選ばれるのですか？(Jikan wa nani ni eraba reru nodesu ka?) 2. "Aqueles Que Nunca Se Renderão" (降伏しない人, Kōfuku shinai hito) 3. "O Casal Estranho" (見知らぬカップル, Mishiranu kappuru) 4. "O Que Nasce Aqui" (ここに生まれるもの, Koko ni umareru mono) 5. "O Que É Precioso Em Você" (貴重なものは何ですか？(Kichōna mono wa nanidesu ka?) | 1. "O Plano de Extermínio dos Dez Mandamentos" (は、十戒の抹殺の計画, Jikkai no massatsu no keikaku) 2. "O Lendário Cavaleiro Sagrado Mais Fraco" (伝説の弱い神聖な騎士, Densetsu no yowai shinseina kishi) 3. "Aquele A Partir do Qual a Luz Brilha" (誰が光を輝くか, Dare ga hikari o kagayaku ka) Extra: "Coração Nu" (ハダカのココロ, Hadaka no Kokoro) |

| 1. "A Hora Chegou" (時は来たれり, Toki wa Kitareri) 2. "Para Vocês, Que Já Foram Meus Amigos" (かつて友だった お前たちへ, Katsute Tomodatta Omaetachi e) 3. "A Escuridão Desce" (闇は降り立つ, Yami wa Oritatsu) 4. "Meliodas vs. Dez Mandamentos" (メリオダス vs.〈十戒〉, Meriodasu vs. "Jikkai") 5. "Ao Meu Amado Meliodas" (愛するメリオダスへ, Ai suru Meriodasu e) | 1. "O Conto da Escuridão" (闇は語る, Yami wa Kataru) 2. "O Que Posso Fazer por Você" (僕が君にしてあげられること, Boku ga Kimi ni shite Agerareru Koto) 3. "Britannia da Escuridão" (暗黒のブリタニア, Ankoku no Buritania) 4. "Tenha Esperança" (希望を求めて, Kibō wo Motomete) |

| 1. "O Cavaleiro Errante" (さまよえる騎士, Samayoeru Kishi) 2. "Capitão dos Cavaleiros Sagrados, Zaratras" (神聖な騎士団長、ザラトラス, Shinseina Kishi Danchō, Zaratorasu) 3. "Carinho Incondicional" (無条件の愛情, Mujōken no Aijō) 4. "Zona de Perigo" (危険ゾーン, Kiken Zōn) 5. "Batalha de Titãs" (タイタンズの戦い, Taitanzu no Tatakai) | 1. "Orgulho Contra Bondade" (自尊心に対する自尊心, Jisonshin ni Taisuru Jisonshin) 2. "A Batalha Para Proteger Liones" (ライオンズを守るための戦い, Raionzu o Mamoru Tame no Tatakai) 3. "Os Malfeitores Serão Punidos" (悪人たちは罰せられる, Akunin-Tachi Wa Basse Rareru) 4. "A Espada e a Alma para Proteger os Amigos" (友人を守る剣と魂, Yūjin o Mamoru Ken to Tamashī) |

| 1. "O Herói se Ergue" (英雄 立つ!!, Eiyū Tatsu!!) 2. "O Banquete Demoníaco" (魔宴, Maen) 3. "A Mulher Insaciável" (満たされぬ女, Mitasarenu Onna) 4. "Hendrickson vs. Fraudrin" (ヘンドリクセン vs. フラウドリン, Hendorikusen vs. Furaudorin) 5. "O Foco do Capitão dos Cavaleiros Sagrados" (覚悟の聖騎士長, Kakugo no Seikishi-chō) | 1. "Uma Esperança Cruel" (残酷なる希望, Zankokunaru Kibō) 2. "O Fim da Batalha em Defesa de Liones!" (リオネス防衛戦終結!, Rionesu Bōei-sen Shūketsu!) 3. "Enquanto Você Estiver Aqui" (君がいるだけで, Kimi ga Iru Dake de) 4. "Respostas" (それぞれの答え, Sorezore no Kotae) Extra. "Férias dos Pecados" (大罪 Vacation, Taizai Vacation) |

| 1. "O Gigante e a Fada" (巨人と妖精, Kyojin to Yōsei) 2. "Os Sem Luz" (光なき者たち, Hikari naki Mono-tachi) 3. "Memórias da Guerra Santa" (聖戦の記憶, Seisen no Kioku) 4. "Os Que Lutam Juntos" (共闘する者たち, Kyōtō Suru Mono-tachi) 5. "Jogadores na Guerra Santa" (聖戦の役者たち, Seisen no Yakusha-tachi) | 1. "O Plano de Ryudoshel" (リュドシェルの計画, Ryudosheru no Keikaku) 2. "Que Haja Luz" (光あれ, Hikari are) 3. "Dez Mandamentos vs. Quatro Arcanjos" (〈十戒〉vs.〈四大天使〉, Jikkai vs. Yon Daitenshi) 4. "O Uivo da Besta" (野獣 吼える, Yajū Hoeru) |

| 1. "A Besta da Destruição, Indra" (破壊獣インデュラ, Hakai-jū Indyura) 2. "Elizabeth vs. Indra" (エリザベス vs. インデュラ, Erizabesu vs. Indyura) 3. "Por Favor, Me Diga que Sentimento é Este" (未来への前進, Mirai e no Zenshin) 4. "Turbilhão de Emoções" (感情メイルシュトローム, Kanjō Meirushutorōmu) | 1. "Aqueles que Dizem Adeus" (さよならを告げる人, Sayonara wo Tsugeru Hito) Extra. "A Marionete que Queria Amor" (人形は愛を乞う, Ningyō wa Ai wo Kou) 1. "Presente" (贈り物, Okurimono) 2. "Isso é o Que Chamamos de Amor" (それをボクらは愛と呼ぶ, Sore wo Bokura wa Ai to Yobu) |

| 1. "Não Consigo mais Alcançar o Você Daquele Dia" (あの日の君にはもう届かない, Ano Hi no Kimi ni wa mou Todokanai) 2. "Zeldris, O Carrasco" (処刑人ゼルドリス, Shokeinin Zerudorisu) 3. "Avante, Para Onde os Pecados Estão!!!" (いざ、大罪集結へ!!, Iza, Taizai Shūketsu e!!) 4. "O Local do Coração" (心の在り処, Kokoro no Arika) 5. "Nós Encontramos de Novo" (また会えたね, Mata Aeta ne) | 1. "O Descanso dos Heróis" (英雄たちの休息, Eiyū-tachi no Kyūsoku) 2. "O Banquete dos Heróis" (英雄たちの宴, Eiyū-tachi no Utage) 3. "Seja Sincero" (はやる心, Hayaru Kokoro) 4. "Os Amantes Amaldiçoados" (呪われし恋人たち, Norowareshi Koibito-tachi) |

| 1. "Amantes Indecisos" (とまどう恋人たち, Tomadō Koibito-tachi) 2. "É Assim que Vivemos" (それが僕らの生きる道, Sore ga Bokura no Ikiru Michi) 3. "Em Direção a Cidade Destruída" (それぞれの葛藤, Sorezore no Kattō) 4. "Feroz" (アラクレ, Arakure) 5. "Choque! Choque! Choque!" (怨念たちは眠らない, Onnen-tachi wa Nemuranai) | 1. "A Deusa e Santa Donzela" (女神と聖女, Megami to Seijo) 2. "O Amor é a Força de Uma Donzela" (愛は乙女の力, Ai wa Otome no Chikara) 3. "Os Cavaleiros Escolhidos" (メラスキュラの誤算, Merasukyura no Gosan) 4. "Orgulho vs. Ira" (〈傲慢〉vs.〈憤怒〉, Gōman vs. Funnu) |

| 1. "O Todo Poderoso vs. O Grande Mal" (最強 vs. 最凶, Saikyō vs. Saikyō) 2. "Dano" (ダメージ, Damēji) 3. "Porta Para O Desconhecido" (未知への扉, Michi e no Tobira) 4. "Uma Nova Ameaça" (新たなる脅威, Aratanaru Kyōi) 5. "Encontro com Desespero" (絶望ランデブー, Zetsubō Randebū) | 1. "O Demônio Pacificador" (おしゃぶりの鬼, Oshaburi no Oni) 2. "Criando Uma Abertura" (生まれた隙, Umareta Suki) 3. "Pelo Capitão" (団長へ, Danchō e) 4. "Fundação Para o Futuro" (未来への礎, Mirai e no Ishizue) |

| 1. "Alma Hereditária" (受け継がれる魂, Uketsugareru Tamashii) 2. "O Fim dos Sete Pecados Capitais" (〈七つの大罪〉終結, "Nanatsu no Taizai" Shūketsu) 3. "E Assim, Ele Embarca em Sua Jornada" (そして彼は旅に出る, Soshite Kare wa Tabi ni Deru) 4. "A Princesa Escolhida" (選ばれし王女, Erabareshi Ōjo) 5. "Marcha dos Santos" (聖者の行進, Seija no Kōshin) | 1. "Uma Reunião Casual" (邂逅, Kaikō) 2. "Recuperação" (回収, Kaishū) 3. "Nossa Escolha" (ボクたちの選択, Boku-tachi no Sentaku) 4. "Negociação" (取引, Torihiki) |

| 1. "A Solução da Princesa" (王女の覚悟, Ōjo no Kakugo) 2. "O Tratado da Guerra Santa" (聖戦協定, Seisen Kyōtei) 3. "Destino" (宿怨, Shukuen) 4. "Graça Perdida" (失われし恩寵, Ushinawareshi Onchō) 5. "Camelot Desesperada" (絶望のキャメロット, Zetsubō no Kyamerotto) | 1. "A Criança da Esperança" (希望の子, Kibō no Ko) 2. "Espada Sagrada" (貫く聖剣, Tsuranuku Seiken) 3. "Hora de um Contra-Ataque" (出撃の時, Shutsugeki no Toki) 4. "A Guerra Santa Começa" (聖戦の幕開け, Seisen no Makuake) |

| 1. "Britannia Coberta pela Guerra" (戦渦のブリタニア, Senka no Buritania) 2. "Tenho Algo para te Contar" (キミに伝えたいこと, Kimi ni Tsutaetai Koto) 3. "Um Gato perdido" (迷子の猫, Maigo no Neko) 4. "Coberto pela Escuridão" (闇に歪む者, Yami ni Yugamu Mono) 5. "Explosões de Escuridão" (闇爆ぜる, Yami Hazeru) | 1. "Um Homem Torto, Torcido e Quebrado" (歪み捻じれ壊れる男, Yugami Nejire Kowareru Otoko) 2. "Amor Descontrolado" (暴走する愛, Bōsō suru Ai) Extra. "Sonho Gentil" (優しい夢, Yasashii Yume) 1. "O Seguido e o Seguidor" (追う者 追われる者, Ō Mono Owareru Mono) |

| 1. "Do Céus" (天空より, Tenkū yori) 2. "Do Purgatório" (煉獄より, Rengoku yori) 3. "Vida no Purgatório" (煉獄ライフ, Rengoku Raifu) 4. "Encontro com o Desconhecido" (未知との遭遇, Michi to no Sōgū) 5. "Sentimentos Sinceros" (一途なる想い, Ichizu naru Omoi) | 1. "Batalha Eterna" (永劫なる戦い, Eigō naru Tatakai) 2. "As Vítimas da Guerra Santa" (聖戦の犠牲者, Seisen no Giseisha) 3. "Mael, o Anjo Caído do Desespero" (絶望の堕天使マエル, Zetsubō no Datenshi Maeru) 4. "Corações Unidos" (心を一つに, Kokoro wo Hitotsu ni) |

| 1. "Um Triste Golpe" (悲しき一撃, Kanashiki Ichigeki) 2. "Não Há Como se Libertar do Amor" (愛から自由になる術はない, Ai Kara Jiyū ni Naru Sube wa Nai) 3. "Erga-se Contra o Desespero!!" (絶望に立ち向かえ!!, Zetsubō ni Tachimukae!!) 4. "O Som do Sino da Vitória" (勝利の鐘の音, Shōri no Kane no Ne) 5. "Colapso" (崩壊, Hōkai) | 1. "Rei das Fadas vs. Anjo da Morte" (妖精王vs.死の天使, Yōsei-ō vs. Shi no Tenshi) 2. "Gowther vs. Mael" (ゴウセルvs.マエル, Gouseru vs. Maeru) 3. "Ansiando pela Sobrevivência" (生還への渇望, Seikan e no Katsubō) 4. "Porta para a Esperança" (希望への扉, Kibō e no Tobira) Extra. "Duelo ao Meio-dia" (真昼の決闘, Mahiru no Kettō) |

| 1. "O Que Está em Frente" (その先に在るもの, Sono Saki ni Aru Mono) 2. "Flash" (閃光, Senkō) 3. "Príncipe da Escuridão" (暗黒の王子, Ankoku no Ōji) 4. "Ominous Nebula" (「凶星雲」, "Ominusu Nebyura") 5. "Orgulho vs. Piedade" (〈傲慢〉vs.〈敬神〉, Gōman vs. Keishin) | 1. "Vermes Astutos" (小賢しき蛆虫たち, Kozakashiki Ujimushi-tachi) 2. "O Jantar da Bruxa" (魔女の晩餐, Majō no Bansan) 3. "A Manifestação de um Pesadelo e o Retorno da Esperança" (悪夢の顕現 希望の帰還, Akumu no Kengen Kibō no Kikan) 4. "Quando "Algum Dia" se Torna Realidade" (「いつか」が叶う時, "Itsuka" ga Kanau Toki) |

| 1. "Esperança, Conflito e Desespero" (希望と葛藤と絶望, Kibō to Kattō to Zetsubō) 2. "Aqueles que Se Reúnem" (集結するものたち, Shūketsu suru Mono-tachi) 3. "Como Amigos, Como Irmãos" (友として 兄として, Tomo toshite Ani Toshite) 4. "A Salvação que Vem do Sol" (太陽の救済, Taiyō no Kyūsai) 5. "Mael vs. Zeldris" (マエル vs. ゼルドリス, Maeru vs. Zerudorisu) | 1. "Tudo Congela" (すべてが凍り付く, Subete ga Kooritsuku) 2. "Meliodas, o Rei dos Demônios" (魔神王メリオダス, Majin-Ō Meriodasu) 3. "Aquele que Enfrenta um Deus" (神と対時する人, Kami to Taiji suru Hito) 4. "Estão Todos Esperando por Você" (みんながキミを待っている, Minna ga Kimi wo Matte iru) Extra. "Prezada Irmã" (妹よ, Ane yo) |

| 1. "Todos Seremos a Sua Força" (みんながキミの力になる, Minna ga Kimi no Chikara ni Naru) 2. "O Desejo do Carrasco" (処刑人は願う, Shokeinin wa Negau) 3. "Agonizando" (断末魔, Danmatsuma) 4. "O Final de Uma Longa Jornada" (永き旅の終着, Nagaki Tabi no Shūchaku) 5. "Momento Envolto Pela Felicidade" (幸せに包まれる時, Shiawase ni Tsutsumareru Toki) | 1. "Meliodas Desaparece" (メリオダスが消える, Meriodasu ga Kieru) 2. "Este É O Meu Caminho" (れが私の生きる道, Rega Watashi no Ikiru Michi) 3. "Adeus, Sete Pecados Capitais" (さょなら〈セつの大罪〉, Sayonara Nanatsu no Taizai) 4. "Ainda Não Acabou" (まだ終わらない, Mada Owaranai) |

| 1. "Comaça a Guerra" (開戦, Kaisen) 2. "Irmãos do Destino" (宿命の兄弟, Shukumei no Kyōdai) 3. "Salvação Sem Piedade" (無慈悲なる救済, Mujihi naru Kyūsai) 4. "A Guerra Final" (最終戦争, Saishū Sensō) 5. "O Favorito do Indura" (主恩のインデュラ,, Shuon no Indura) | 1. "Determinação Orgulhosa" (傲慢なる決意, Gōman naru Ketsui) 2. "Batalha Caótica" (混迷の戦況, Konmei no Senkyō) 3. "Impasse Imperdoável" (許されざる膠着, Yurusarezaru Kōchaku) 4. "Irmãos em Desespero" (絶望の兄弟, Zetsubō no Kyōdai) |

| 1. "Luz" (光, Hikari) 2. "A Voz que Chama Seu Nome" (キミの名を呼ぶ声, Kimi no Na wo Yobu Koe) 3. "Eu Estou Aqui" (ボクはここにいる, Boku wa Koko ni Iru) 4. "A Promessa dos Irmãos" (兄弟の約束, Kyōdai no Yakusoku) 5. "Aqueles que Resistem" (抗う者たち, Aragau Mono-tachi) | 1. "Sete Pecados vs. Rei Demônio" (〈七つの大罪〉vs. 魔神王, Nanatsu no Taizai vs. Majin-Ō) 2. "O Homem Chamado Escanor" (エスカノールという男, Esukanōru to iu Otoko) Extra. "O Rei Canta Sozinho" (王は孤独に歌う, Ō wa Kodoku ni Utau) 1. "The One Ultimate" (天上天下唯我独尊の極み, Za Wan Arutimetto) |

| 1. "Zeldris vs. Rei Demônio" (ゼルドリスvs.魔神王, Zerudorisu vs. Majin-Ō) 2. "Embate" (あがき, Agaki) 3. "Nunca Sob Este Céu" (倶に天を戴かず, Tomo ni Ten wo Itadakazu) 4. "Preço" (代償, Daishō) 5. "Arrogância, Gula e Cicatrizes" (傲慢と暴食と傷跡, Gōman to Bōshoku to Kizuato) | 1. "O Fim de uma Era" (一つの時代の終わり, Hitotsu no Jidai no Owari) 2. "O Que a Bruxa Sempre Quis" (魔女が求めつづけたもの, Majo ga Motometsuzuketa Mono) 3. "O Rei do Caos" (混沌の王, Konton no Ō) 4. "Merlin" (マーリン, Mārin) |

| 1. "Nascimento" (誕生, Tanjō) 2. "Fragmento do Caos" (混沌の一端, Konton no Ittan) 3. "Queria te Ver" (会いたかったから, Aitakatta Kara) 4. "Cath Palug" (キャス・パリーグ, Kyasu Parīgu) 5. "Grito da Vitória" (勝利の雄叫び, Shōri no Otakebi) | 1. "Reino Eterno" (永遠の王国, Eien no Ōkoku) 2. "Para o Futuro" (未来へ, Mirai e) 3. "Aqueles que Herdam" (継がれゆくもの, Tsugareyuku Mono) 4. "Como Aquele Céu" (あの空のように, Ano Sora no Yō ni) |

## Spin-offs

### Mayoe! Nanatsu no Taizai Gakuen!
Mayoe! Nanatsu no Taizai Gakuen! (迷え！七つの大罪学園！) é um spin-off cômico da série de Juichi Yamaki que reimagina os Sete Pecados Capitais titulares como estudantes do ensino médio. Foi publicado em série na revista Bessatsu Shōnen de sua edição de setembro, em 9 de agosto de 2014, até sua edição de novembro, em 8 de outubro de 2016, e coletado em quatro volumes tankōbon entre 17 de fevereiro de 2015 e 16 de dezembro de 2016.
| N.º | Data de lançamento      | ISBN              |
| --- | ----------------------- | ----------------- |
| 1   | 17 de fevereiro de 2015 | 978-4-06-395322-0 |
| 2   | 12 de agosto de 2015    | 978-4-06-395459-3 |
| 3   | 15 de abril de 2016     | 978-4-06-395651-1 |
| 4   | 16 de dezembro de 2016  | 978-4-06-395808-9 |

### Nanatsu no Taizai Production
Nanatsu no Taizai Production (七つの大罪プロダクション, Nanatsu no Taizai Purodakushon) é um spin-off cômico de Chiemi Sakamoto que imagina os personagens da série como atores atuando em um programa de televisão de ação ao vivo. Começou na edição de janeiro de 2016 da revista Aria em 28 de novembro de 2015 e terminou em 28 de outubro de 2017, com os capítulos reunidos em quatro volumes tankōbon entre 16 de dezembro de 2016 e 17 de novembro de 2017.
| N.º | Data de lançamento     | ISBN              |
| --- | ---------------------- | ----------------- |
| 1   | 17 de junho de 2016    | 978-4-06-377472-6 |
| 2   | 16 de dezembro de 2016 | 978-4-06-393102-0 |
| 3   | 16 de junho de 2016    | 978-4-06-393210-2 |
| 4   | 17 de novembro de 2017 | 978-4-06-510495-8 |

### Nanatsu no Taizai: King no Manga Michi
Nanatsu no Taizai: King no Manga Michi (七つの大罪 キングの漫画道, Nanatsu no Taizai Kingu no Manga Michi) é um yonkoma cômico escrito por Masataka Ono, que retrata King como um aspirante a mangaká. Começou em 20 de fevereiro de 2016 na Magazine Special, antes de ser transferido para o aplicativo de smartphone e tablet Manga Box em 1 de fevereiro de 2017 e terminar no final daquele ano. Seus capítulos foram reunidos em três volumes tankōbon entre 17 de agosto de 2016 e 14 de julho de 2017.
| N.º | Data de lançamento   | ISBN              |
| --- | -------------------- | ----------------- |
| 1   | 17 de agosto de 2016 | 978-4-06-395730-3 |
| 2   | 17 de março de 2017  | 978-4-06-395901-7 |
| 3   | 14 de julho de 2017  | 978-4-06-510040-0 |

### Nanatsu no Taizai: Seven Days ~Tōzoku to Seishōjo~
Nanatsu no Taizai: Seven Days ~Tōzoku to Seishōjo~ (七つの大罪 セブンデイズ～盗賊と聖少女～, Nanatsu no Taizai: Sebun Deizu ~Tōzoku to Seishōjo~) é um mangá ilustrado por Yō Kokukuji que adapta o romance Seven Days de Mamoru Iwasa, mostrando como Ban e Elaine se conheceram com mais detalhes. Foi publicado em série na Shōnen Magazine Edge desde a edição de fevereiro de 2017, lançada em 17 de janeiro, até a edição de outubro de 2017, lançada em setembro. Seus capítulos foram reunidos em dois volumes tankōbon entre 14 de julho e 17 de outubro de 2017.
| N.º | Data de lançamento    | ISBN              |
| --- | --------------------- | ----------------- |
| 1   | 14 de julho de 2017   | 978-4-06-393201-0 |
| 2   | 17 de outubro de 2017 | 978-4-06-393292-8 |